# 정규풍
정규풍(1947년 8월 2일 ~ )은 대한민국의 전 축구 선수 및 지도자로 대한민국 축구 국가대표팀의 일원으로 1970년 방콕 아시안게임과 1974년 FIFA 월드컵 지역 예선에 출전하였다.